# Mondo cane (film)
Mondo cane è un film documentario del 1962 diretto da Gualtiero Jacopetti, Paolo Cavara e Franco Prosperi.

## Trama
Documentario capostipite del genere "mondo movie", è incentrato su usi e costumi inconsueti o scioccanti dei vari popoli nel mondo, tra curiosi riti tribali, scene di alcolizzati, varie uccisioni e maltrattamenti di animali, inquinamento dei mari, funerali bizzarri, fan scatenate che spogliano Rossano Brazzi. Nel film vengono poi mostrate le cruente processioni tipiche del venerdì santo, che tuttora si svolgono in alcuni centri del meridione, in cui i partecipanti si autoflagellano il corpo per devozione, fino a sanguinare copiosamente, e una cerimonia nel sud-est asiatico in cui vengono decapitati alcuni tori.

## Accoglienza
Fu presentato in concorso, alla presenza degli autori, al 15º Festival di Cannes, dove ottenne il premio per la migliore produzione (la Cineriz di Angelo Rizzoli). Il film ottenne un grande successo internazionale ed ebbe una nomination ai premi Oscar 1964 per il tema Ti guarderò nel cuore, contenuto nella colonna sonora di Nino Oliviero e Riz Ortolani.

## Curiosità
- Il paese sardo di Baturi in cui si svolge la sagra in realtà è inesistente, e le scene furono girate a Villalago, in Abruzzo.
- Si fa riferimento alla sua colonna sonora nel libro Vineland di Thomas Pynchon.

## Sequel
Nel 1963 Jacopetti girò Mondo cane 2.
Nel 1986 il regista Stelvio Massi realizza Mondo cane oggi - L'orrore continua, evidente sequel del Mondo cane di Cavara, Jacopetti, Prosperi e, nel 1988, Mondo cane 2000 - L'incredibile.

## Riconoscimenti
- 1962 - David di Donatello
  - Miglior produttore